# Trausos

Tribus tracias hacia el 431 a. C.

Los trausos vivían en la Moesia Inferior, en las estribaciones de los Ródope, al sureste de los montes, y en el valle del río Travo, que desemboca en el mar Egeo, no lejos de Abdera.
Según, Heródoto, con ocasión de un nacimiento, los parientes se lamentaban junto al recién nacido, de las desventuras y males propias de la vida. 
Al fallecido lo sepultaban entre bromas y manifestaciones de alegría por su creencia en una vida feliz en el más allá.
El etnónimo Trauso quizás derive de Trauos, el nombre de un río. La actual etimología considera más probable que sea un adjetivo, que significa "los deshechos" o "los destrozados", derivados del protoindoeuropeo *dhreu-, 'deshacer, moler' .

El verbo griego thrauô, 'romper en trozos, hacer añicos, destruir', podría ser un cognado (de thrauô que formó en antiguo griego thrausai).
- Datos: Q3622224